# 奇蹟のイレブン ［1966年W杯 北朝鮮VSイタリア戦の真実］
「奇蹟のイレブン ［1966年W杯 北朝鮮VSイタリア戦の真実］」(原題: The Game of Their Lives)は、2002年イギリス製作のスポーツドキュメンタリー映画。ダニエル・ゴードン監督。

## ストーリー
サッカーワールドカップ1966年イングランド大会で、それまでサッカー後進国と見なされていた朝鮮民主主義人民共和国（北朝鮮）チームが、強豪イタリアを破ってベスト8に進出した。
本国で英雄となった選手達や、対戦相手の選手、そして当時のイギリスのサポーター達から取材を行い、当時のニュース映像や北朝鮮保有の記録映像を取り混ぜて、検証を行った。